# Liga LEB 2005-06
La Liga LEB Oro 2005/06, fue la décima edición de la máxima categoría de la Liga Española de Baloncesto, la segunda en importancia del baloncesto español tras la liga ACB y la más relevante de las organizadas por la Federación Española de Baloncesto.
El formato de competición fue el de liga regular en el que todos los equipos se enfrentaban al resto en dos ocasiones (como local y como visitante) lo que a la postre definía una clasificación en la que los 8 primeros clasificados competían entre sí hasta definir a dos finalistas que obtenían automáticamente su clasificación para la siguiente edición de la liga ACB, además de competir por el título de campeón en la gran final.
Además, los dos últimos clasificados de dicha liga regular perdían la categoría descendiendo a la LEB Plata.

## Tabla final de clasificación
| #  | Equipos                   | J  | G  | P  | PF    | PC    | Ascenso o descenso           |
| -- | ------------------------- | -- | -- | -- | ----- | ----- | ---------------------------- |
| 1  | León Caja España          | 34 | 26 | 8  | 2.510 | 2.345 | Playoffs de ascenso a la ACB |
| 2  | Basket CAI Zaragoza       | 34 | 25 | 9  | 2.701 | 2.524 | Playoffs de ascenso a la ACB |
| 3  | Polaris World Murcia      | 34 | 22 | 12 | 2.643 | 2.482 | Playoffs de ascenso a la ACB |
| 4  | Drac Inca                 | 34 | 21 | 13 | 2.667 | 2.558 | Playoffs de ascenso a la ACB |
| 5  | Bruesa GBC                | 34 | 19 | 15 | 2.624 | 2.501 | Playoffs de ascenso a la ACB |
| 6  | CB L'Hospitalet           | 34 | 17 | 17 | 2.667 | 2.607 | Playoffs de ascenso a la ACB |
| 7  | CB Tarragona              | 34 | 17 | 17 | 2.494 | 2.534 | Playoffs de ascenso a la ACB |
| 8  | Palma Aqua Magica         | 34 | 17 | 17 | 2.415 | 2.365 | Playoffs de ascenso a la ACB |
| 9  | Alerta Cantabria          | 34 | 17 | 17 | 2.544 | 2.508 |                              |
| 10 | UB La Palma               | 34 | 16 | 18 | 2.443 | 2.469 |                              |
| 11 | Villa de Los Barrios      | 34 | 16 | 18 | 2.603 | 2.665 |                              |
| 12 | Calefacciones Farho Gijón | 34 | 15 | 19 | 2.547 | 2.645 |                              |
| 13 | Tenerife Rural            | 34 | 15 | 19 | 2.501 | 2.554 |                              |
| 14 | Plus Pujol Lleida         | 34 | 14 | 20 | 2.385 | 2.454 |                              |
| 15 | Melilla Baloncesto        | 34 | 14 | 20 | 2.324 | 2.481 |                              |
| 16 | Ciudad de Huelva          | 34 | 13 | 21 | 2.544 | 2.640 | Playoffs de descenso         |
| 17 | Calpe Aguas de Calpe      | 34 | 11 | 23 | 2.541 | 2.663 | Playoffs de descenso         |
| 18 | Plasencia-Galco           | 34 | 11 | 23 | 2.384 | 2.542 | Descenso directo a la LEB-2  |

## Playoffs de ascenso
|  | Cuartos              | Cuartos              | Cuartos              |                      |                     | Semifinales         | Semifinales | Semifinales |  |            | Final      | Final | Final |  |
|  |                      |                      |                      |                      |                     |                     |             |             |  |            |            |       |       |  |
|  |                      |                      |                      |                      |                     |                     |             |             |  |            |            |       |       |  |
|  | León Caja España     | León Caja España     | 3                    |                      |                     |                     |             |             |  |            |            |       |       |  |
|  | León Caja España     | León Caja España     | 3                    |                      |                     |                     |             |             |  |            |            |       |       |  |
|  | Palma Aqua Mágica    | Palma Aqua Mágica    | 0                    |                      |                     |                     |             |             |  |            |            |       |       |  |
|  | Palma Aqua Mágica    | Palma Aqua Mágica    | 0                    |                      | León Caja España    | León Caja España    | 0           |             |  |            |            |       |       |  |
|  |                      |                      |                      |                      | León Caja España    | León Caja España    | 0           |             |  |            |            |       |       |  |
|  |                      |                      | Bruesa GBC           | Bruesa GBC           | 3                   |                     |             |             |  |            |            |       |       |  |
|  | Drac Inca            | Drac Inca            | Bruesa GBC           | Bruesa GBC           | 3                   | 0                   |             |             |  |            |            |       |       |  |
|  | Drac Inca            | Drac Inca            |                      |                      |                     |                     |             |             |  |            |            |       |       |  |
|  | Bruesa GBC           | Bruesa GBC           | 3                    |                      |                     |                     |             |             |  |            |            |       |       |  |
|  | Bruesa GBC           | Bruesa GBC           | 3                    |                      |                     |                     |             |             |  | Bruesa GBC | Bruesa GBC | 1     |       |  |
|  |                      |                      |                      |                      |                     |                     |             |             |  | Bruesa GBC | Bruesa GBC | 1     |       |  |
|  |                      |                      | Polaris World Murcia | Polaris World Murcia | 0                   |                     |             |             |  |            |            |       |       |  |
|  | Basket CAI Zaragoza  | Basket CAI Zaragoza  | Polaris World Murcia | Polaris World Murcia | 0                   | 3                   |             |             |  |            |            |       |       |  |
|  | Basket CAI Zaragoza  | Basket CAI Zaragoza  |                      |                      |                     |                     |             |             |  |            |            |       |       |  |
|  | CB Tarragona         | CB Tarragona         | 0                    |                      |                     |                     |             |             |  |            |            |       |       |  |
|  | CB Tarragona         | CB Tarragona         | 0                    |                      | Basket CAI Zaragoza | Basket CAI Zaragoza | 2           |             |  |            |            |       |       |  |
|  |                      |                      |                      |                      | Basket CAI Zaragoza | Basket CAI Zaragoza | 2           |             |  |            |            |       |       |  |
|  |                      |                      | Polaris World Murcia | Polaris World Murcia | 3                   |                     |             |             |  |            |            |       |       |  |
|  | Polaris World Murcia | Polaris World Murcia | Polaris World Murcia | Polaris World Murcia | 3                   | 3                   |             |             |  |            |            |       |       |  |
|  | Polaris World Murcia | Polaris World Murcia |                      |                      |                     |                     |             |             |  |            |            |       |       |  |
|  | CB L'Hospitalet      | CB L'Hospitalet      | 0                    |                      |                     |                     |             |             |  |            |            |       |       |  |
|  | CB L'Hospitalet      | CB L'Hospitalet      | 0                    |                      |                     |                     |             |             |  |            |            |       |       |  |
|  |                      |                      |                      |                      |                     |                     |             |             |  |            |            |       |       |  |

### Calendario y resultado del los Play-off

#### Cuartos
(1) León Caja España (26-8) vs. (8) Palma Aqua Mágica (17-17)

León Caja España ganó la serie 3-0
- Partido 1: 4 de mayo en León: León Caja España 86, Palma Aqua Mágica 74
- Partido 2: 6 de mayo en León: León Caja España 71, Palma Aqua Mágica 69
- Partido 3: 9 de mayo en Palma de Mallorca: Palma Aqua Mágica 67, León Caja España 73

(2) Basket CAI Zaragoza (25-9) vs. (7) CB Tarragona (17-17)

 Basket CAI Zaragoza ganó la serie 3-0
- Partido 1: 4 de mayo en Zaragoza: Basket CAI Zaragoza 87, CB Tarragona 70
- Partido 2: 6 de mayo en Zaragoza: Basket CAI Zaragoza 73, CB Tarragona 63
- Partido 3: 9 de mayo en Tarragona: CB Tarragona 70, Basket CAI Zaragoza 80

(3) Polaris World Murcia (22-12)  vs. (6) CB L'Hospitalet (17-17)

 Polaris World Murcia win the series 3-0
- Partido 1: 4 de mayo en Murcia: Polaris World Murcia 88, CB L'Hospitalet 75
- Partido 2: 6 de mayo Murcia: Polaris World Murcia 69, CB L'Hospitalet 57
- Partido 3: 9 de mayo Hospitalet de Llobregat: CB Hospitalet 61, Polaris World Murcia 67

(4) Drac Inca (21-13) vs. (5) Bruesa GBC (27-17)

 Bruesa GBC ganó la serie 3-0
- Partido 1: 4 de mayo en Inca: Drac Inca 70, Bruesa GBC 79
- Partido 2: 6 de mayo en Inca: Drac Inca 74, Bruesa GBC 79
- Partido 3: 9 de mayo en San Sebastián: Bruesa GBC 88, Drac Inca 82

#### Semifinales
(1) León Caja España (26-8) vs. (5) Bruesa GBC (27-17)

 Bruesa GBC ganó la serie 3-0 y ascendió a la liga ACB
- Partido 1: 18 de mayo en León: Bruesa GBC 79, León Caja España 72
- Partido 2: 20 de mayo en León: León Caja España 72, Bruesa GBC 73
- Partido 3: 23 de mayo en San Sebastián: León Caja España 81, Bruesa GBC 78

(2) Basket CAI Zaragoza (25-9) vs. (3) Polaris World Murcia (22-12)

 Polaris Murcia ganó la serie 3-2 y ascendió a la liga ACB
- Partido 1: 18 de mayo en Zaragoza: Basket CAI Zaragoza 74, Polaris World Murcia 85
- Partido 2: 20 de mayo en Zaragoza: Basket CAI Zaragoza 85, Polaris World Murcia 73
- Partido 3: 23 de mayo en Murcia: Polaris World Murcia 71, Basket CAI Zaragoza 66
- Partido 4: 25 de mayo en Murcia: Polaris World Murcia 73, Basket CAI Zaragoza 76
- Partido 5: 28 de mayo en Zaragoza: Basket CAI Zaragoza 90, Polaris World Murcia 99

#### LEB Oro Finals
(5) Bruesa GBC (27-17) contra (3) Polaris World Murcia (22-12)
- Final disputada el 1 de junio de 2011 en Murcia: Bruesa GBC 92, Polaris World Murcia 86

- Bruesa GBC: Campeón de la Liga LEB Oro 2005/06
- Bruesa GBC and Polaris World Murcia ascendidos a la liga ACB

## Playoffs de descenso
|  | 16 | Ciudad de Huelva     | 3 |  |
|  | 16 | Ciudad de Huelva     | 3 |  |
|  | 17 | Calpe Aguas de Calpe | 0 |  |
|  | 17 | Calpe Aguas de Calpe | 0 |  |

## Cobertura televisiva
Las cadenas nacionales que tuvieron los derechos de retransmisión de los partidos de la competición fueron:
- TVE2
- Teledeporte